# Miss Reina Internacional del Turismo
Miss Reina Internacional del Turismo (en idioma inglés, Miss Tourism Queen International) es un concurso de belleza femenina que se realiza en China desde el año 2004. En julio de 2007, Miss Tourism Queen International recibió más de 108 competidoras de todo el mundo. La edición correspondiente al año 2010, se suspendió y se efectuó el martes 27 de diciembre de 2011 en la ciudad de Xianning , en la República Popular China. 

## Miss Reina Internacional del Turismo
| Año  | Miss Reina Internacional del Turismo | País         | País Anfitrión         |
| ---- | ------------------------------------ | ------------ | ---------------------- |
| 1999 | Natalia Gourkova                     | Bulgaria     | Atenas, Grecia         |
| 2000 | Saralua Tanja                        | Portugal     | Atenas, Grecia         |
| 2001 | Liriomel Ramos                       | Venezuela    | Atenas, Grecia         |
| 2002 | Oleksandra Nikola Yenko              | Ucrania      | Colombo, Sri Lanka     |
| 2003 | Anu Maarit Pekkarinen                | Finlandia    | San Petersburgo, Rusia |
| 2004 | Zabina Abdul Rashid Khan             | India        | Hangzhou, China        |
| 2005 | Nikoletta Ralli                      | Grecia       | Hangzhou, China        |
| 2006 | Justine Gabionza                     | Filipinas    | Hangzhou, China        |
| 2007 | Olga Zarubina                        | Rusia        | Zhengzhou, China       |
| 2008 | Silvia Cornejo Cerna                 | Perú         | Zhengzhou, China       |
| 2009 | Ekaterina Grushanina                 | Rusia        | Zhangzhou, China       |
| 2011 | Kantapat Peeradachainarin            | Tailandia    | Xian, China            |
| 2013 | Alisa Miskovska                      | Letonia      | Xianning, China        |
| 2015 | Nathalie Mogbelzada                  | Países Bajos | Shanghái, China        |
| 2016 | Anu Namahir                          | Mongolia     | Wenzhou, China         |
| 2018 | Camila Reis                          | Brasil       | Bangkok, Tailandia     |
| 2019 | Mononoke Woo                         | China        | Hubei, China           |

## Conquistas por país
| País         | Títulos | Victorias  |
| Rusia        | 02      | 2007, 2009 |
| China        | 01      | 2019       |
| Brasil       | 01      | 2018       |
| Mongolia     | 01      | 2016       |
| Países Bajos | 01      | 2015       |
| Letonia      | 01      | 2013       |
| Tailandia    | 01      | 2011       |
| Perú         | 01      | 2008       |
| Filipinas    | 01      | 2006       |
| Grecia       | 01      | 2005       |
| India        | 01      | 2004       |
| Finlandia    | 01      | 2003       |
| Ucrania      | 01      | 2002       |
| Venezuela    | 01      | 2001       |
| Portugal     | 01      | 2000       |
| Bulgaria     | 01      | 1999       |